# Electricidad (canción de Lucero)
Electricidad es una canción y el sencillo principal del octavo álbum de estudio de la actriz y cantante mexicana Lucero titulado Sólo pienso en ti. El tema fue escrito por Rafael Pérez Botija y publicada bajo el sello discográfico Melody Discos a mediados del mes de agosto del año 1991.

## Antecedentes
La canción se convirtió en un éxito número uno tanto en México como en América Latina y  alcanzó el número cinco en la lista Billboard Hot Latin Tracks en los Estados Unidos.
Ha estado en varios discos de grandes éxitos y versiones de sus canciones más recopilatorios y otros álbumes en vivo de la propia cantante.

## Lista de canciones

### CD - Promo[7]
| Electricidad — Single |                |          |  |
| N.º                   | Título         | Duración |  |
| 1.                    | «Electricidad» | 4:04     |  |

## Posiciones en las listas
| Listas                                    | Posición |
| ----------------------------------------- | -------- |
| Estados Unidos Billboard Hot Latin Tracks | 5        |
| México (Top 100)                          | 2        |